# Adtran Networks

Logo bis 2023

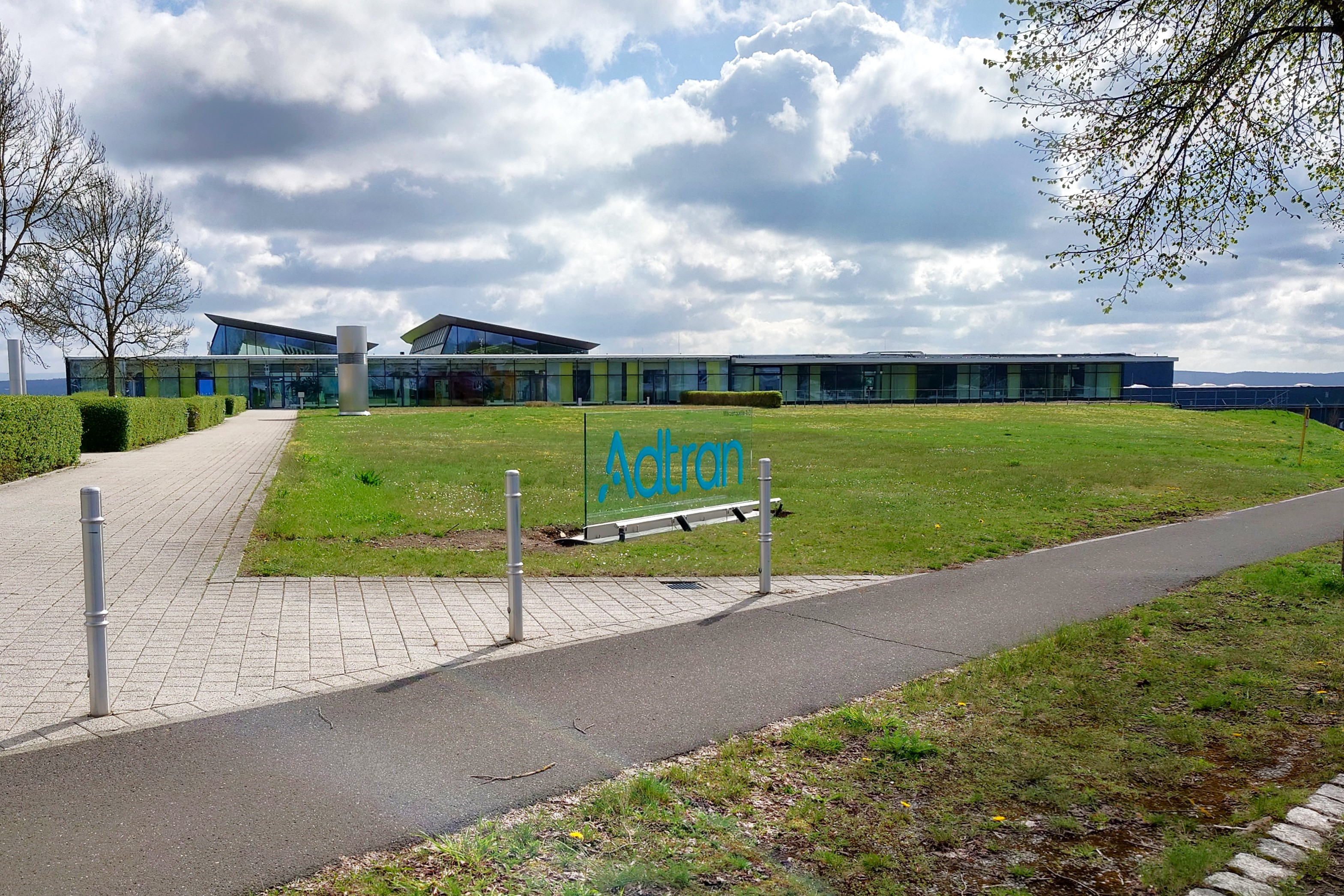
Hauptgebäude der Adtran Networks SE in Meiningen (2024)

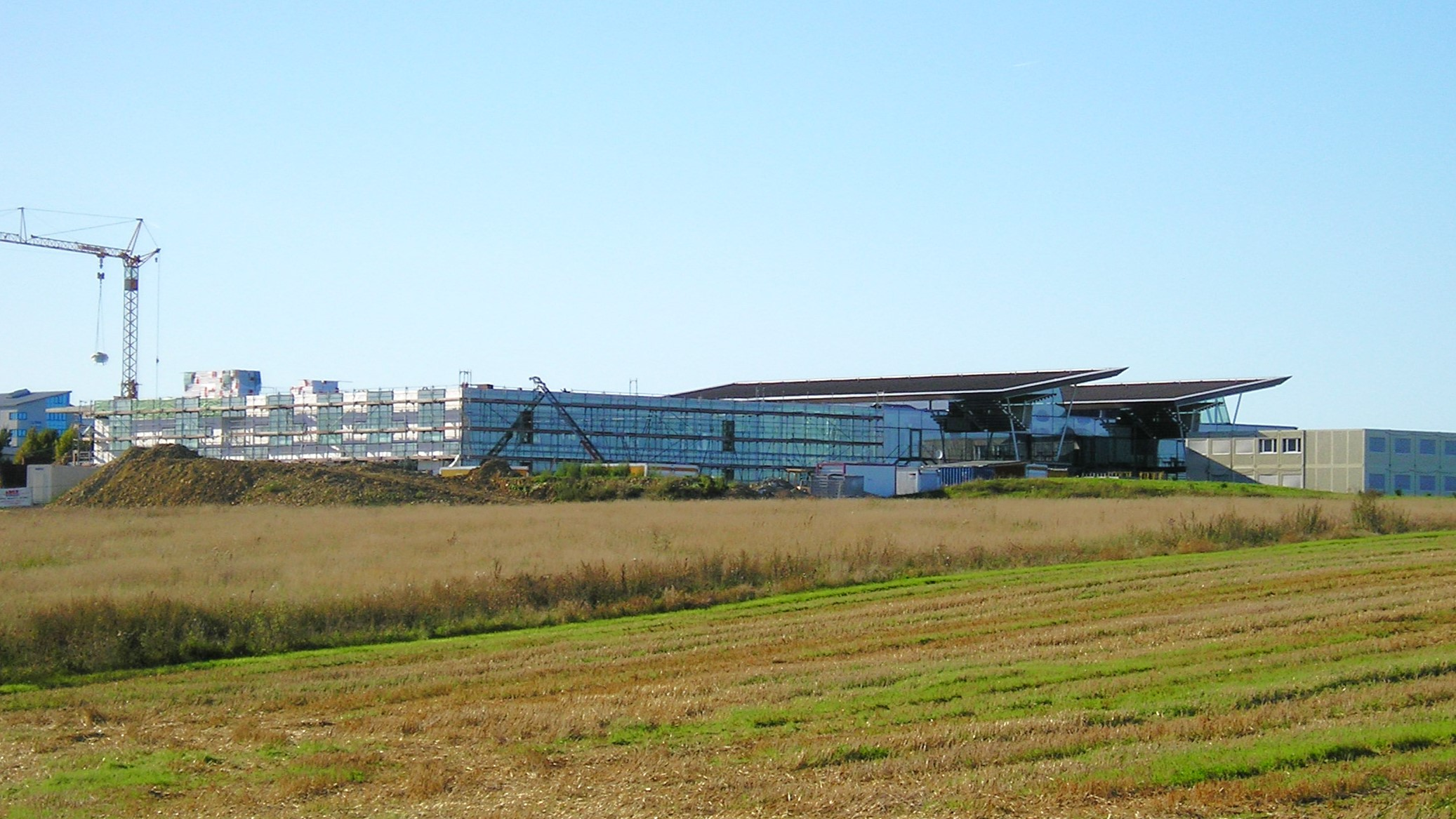
2006 erfolgter Erweiterungsbau

Die Adtran Networks SE (bis Juni 2023 ADVA Optical Networking SE) mit rechtlichem Sitz in Meiningen ist als Teil von Adtran ein multinationaler Anbieter von Telekommunikationsausrüstung, insbesondere für glasfaserbasierte Übertragungstechnik. Das Unternehmen wurde 1994 unter dem Namen ADVA Optical Networking gegründet und fusionierte am 15. Juli 2022 mit der Adtran, Inc., einem US-amerikanischen Unternehmen für Glasfasernetzwerke und Telekommunikation. Am 8. Juni 2023 erfolgte die Umbenennung in Adtran Networks.
2023 (2016) erwirtschaftete das Unternehmen mit 2101 (1764) Mitarbeitern einen Umsatz in Höhe von 613,7 (566,7) Millionen Euro. Die Lösungen von Adtran Networks werden nach Angaben des Unternehmens von mehr als 250 Netzbetreibern und bei über 10.000 Unternehmen in allen Erdteilen eingesetzt.

## Geschichte
ADVA Optical Networking wurde 1994 als kleines Start-up von ehemaligen führenden Mitarbeitern des Mikroelektronik-Unternehmens Robotron Meiningen in Meiningen und München gegründet. Bereits 1996 kamen eine Tochter in den Vereinigten Staaten und Vertretungen in Frankreich sowie im Vereinigten Königreich hinzu. In den nächsten Jahren folgten weitere Niederlassungen sowie mehrere Übernahmen und weitere Produktgenerationen wurden auf den Markt gebracht. Seit 1997 konzentrierte sich das Unternehmen auf die WDM-Technologie. Am 29. März 1999 folgte der erste Börsengang in Frankfurt am Main. In Meiningen zog das Unternehmen im Jahr 2000 in einen Neubau im Meininger Gewerbegebiet Dreißigacker um, wo bereits 2006 sowie im Jahr 2023 mit der „Terafactory“ weitere Produktionsstätten aufgebaut wurden. 2010 konnte ADVA als erste Firma den Telekommunikationsunternehmen alltagstaugliche Produkte für eine 100-Gigabit-Übertragung anbieten.
Am 30. August 2021 wurde bekannt, dass ADVA Optical Networking und die Adtran, Inc. eine Vereinbarung über einen Unternehmenszusammenschluss unterzeichnet haben, was mit einem Umtauschangebot für alle ADVA-Aktien einherging. Die Übernahme erfolgte am 15. Juli 2022. Der bisherige Verwaltungssitz im Planegger Ortsteil Martinsried bei München wurde beibehalten und dient als neuer europäischer Hauptsitz von Adtran. Nach Abschluss der Fusion wurde am 8. Juni 2023 die Namensänderung in Adtran Networks SE vollzogen.

## Produkte

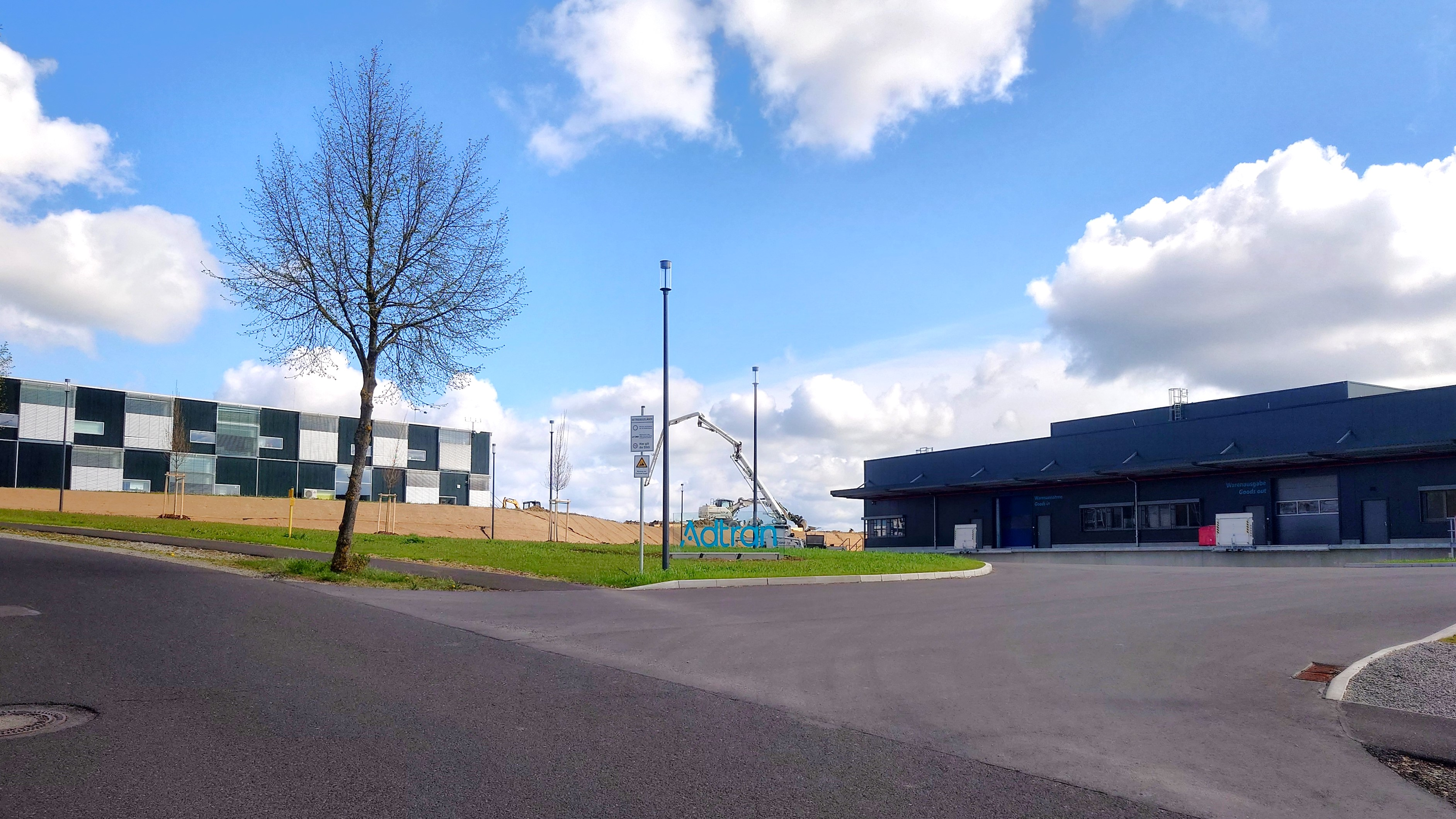
2023 erbaute Terafactory (rechts)

Hauptproduktionsfeld der Adtran Networks SE ist die glasfaserbasierte und mobile Datenübertragungstechnik. Zu den Produkten gehören unter anderem Geräte für den skalierbaren optischen Transport, Abgrenzungs- und Aggregationsgeräte für Carrier-Ethernet-Dienste, disaggregierte Netzwerkelemente sowie Geräte für Netzwerk-Virtualisierung und Glasfaserüberwachung.
Des Weiteren entwickelte das Unternehmen gemeinsam mit dem Heinrich-Hertz-Institut in den 2010er Jahren für den Mobilfunk einen preisgünstigen Poly-Transceiver, der in Sendemasten und Routern installiert die Basis für die 5G-Datenübertragung mit bis zu 10 Gigabit pro Sekunde bildet.

## Standorte
Die Hauptproduktionsstätte und die Entwicklungsabteilung des Unternehmens mit 350 Mitarbeitern (2023) befinden sich in Meiningen (Thüringen). Zusätzlich verfügt Adtran Networks über diverse Tochtergesellschaften unter anderem in Norcross (Georgia, USA), York (Vereinigtes Königreich), Oslo (Norwegen), Kista/Stockholm (Schweden), São Paulo (Brasilien), Singapur, Shenzhen (China), Gdynia (Polen) sowie Tokio (Japan). Im Jahr 2017 waren von den 1894 Mitarbeitern rund 500 in Deutschland sowie unter anderem 538 in anderen europäischen Ländern und Mittleren Osten, 313 in Nord- und Südamerika und 173 in Asien/Pazifik beschäftigt.

## Börse
Zwischen September 2006 und März 2008 sowie zwischen September 2010 und März 2014 und zwischen Juni 2015 und März 2018 war die Aktie des Unternehmens im TecDAX notiert. Ab dem 18. März 2019 bis zur Übernahme am 15. Juli 2022 befand sie sich im SDAX.